# Cheshire, Massachusetts

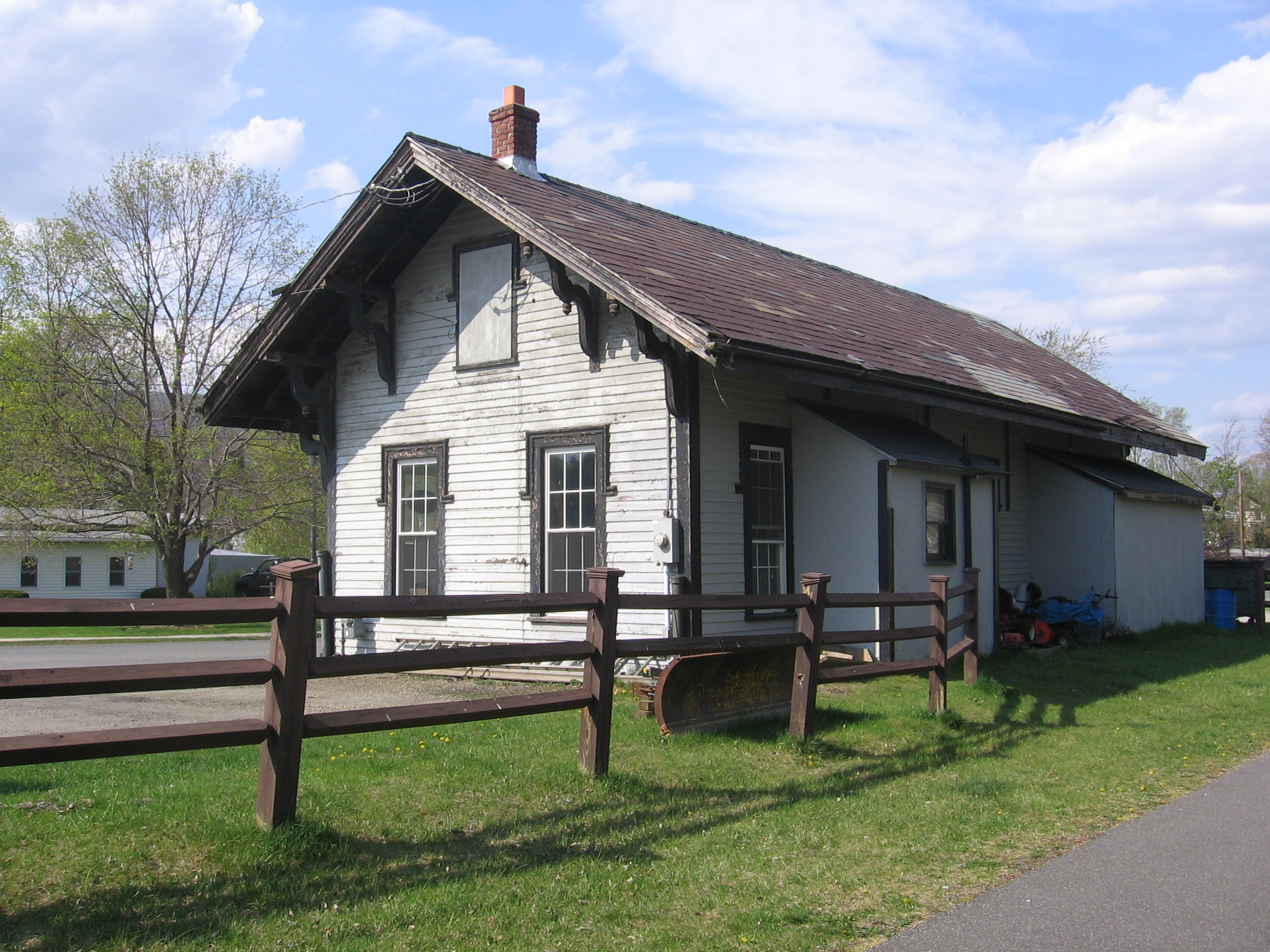

Cheshire är en kommun (town) i Berkshire County i delstaten Massachusetts, USA. Vid folkräkningen år 2000 bodde 3 401 personer på orten. Den har enligt United States Census Bureau en area på totalt 71,4 km² varav 1,6 km² är vatten.